# Metassamia soerensenii
Metassamia soerensenii – gatunek kosarza z podrzędu Laniatores i rodziny Assamiidae.

## Występowanie
Gatunek został wykazany z Birmy.